# Russenorsk

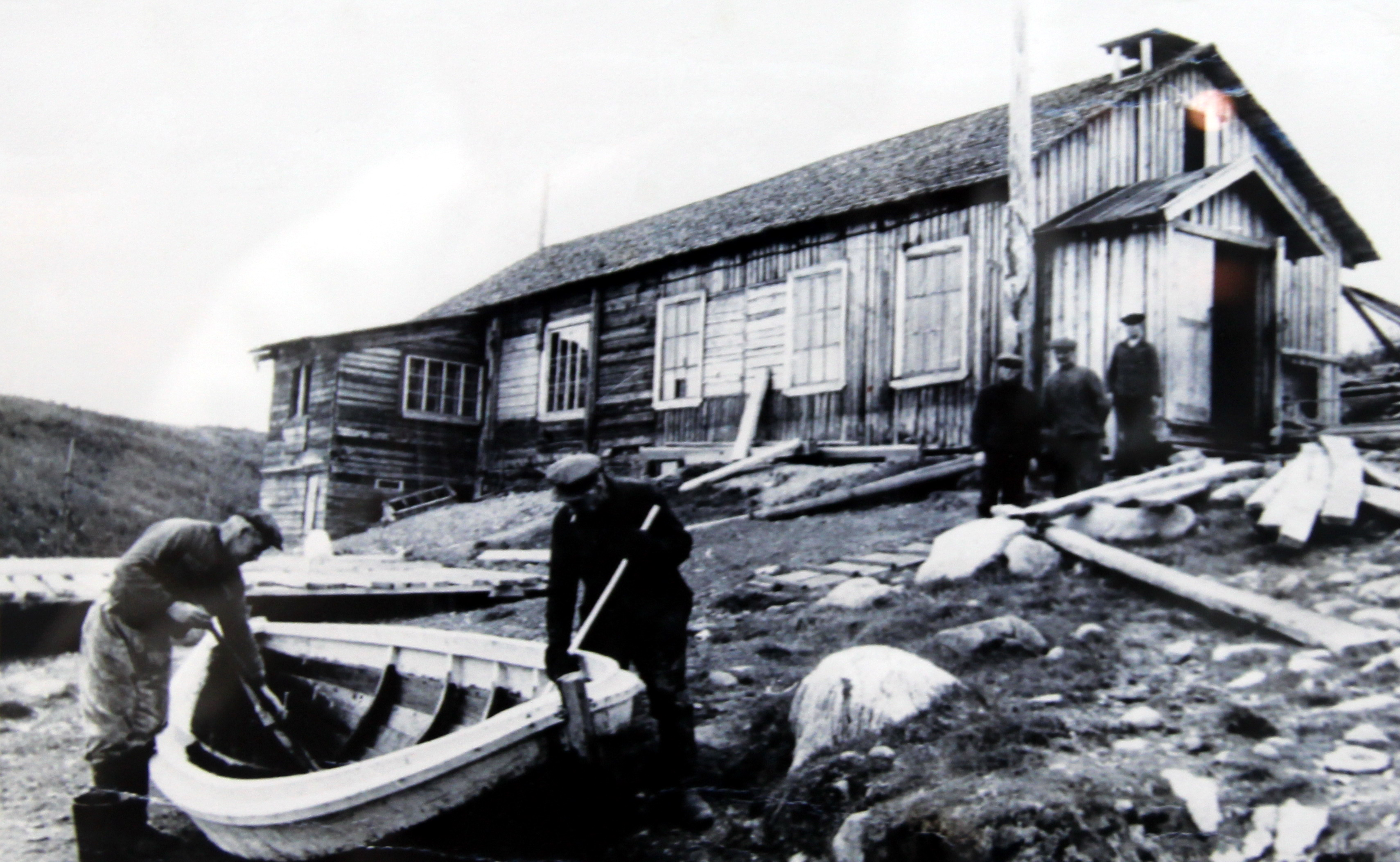
Noch in der ersten Hälfte des 20. Jahrhunderts lebten auf der russischen Halbinsel Kola auch Norweger.

Russenorsk (deutsch „Russennorwegisch“) ist eine heute nicht mehr gebrauchte Pidgin-Sprache, die Elemente des Russischen und des Norwegischen vereinte.

## Geschichte
Die Sprache wurde im 18. und 19. Jahrhundert im arktischen Grenzgebiet zwischen russischen und norwegischen Händlern, Fischern und Seeleuten gebraucht: auf Spitzbergen, der russischen Halbinsel Kola, der norwegischen Finnmark (Nordnorwegen) und Nordfinnland, welches mit Finnland bis 1917 ein autonomer Teil des Zarenreichs war. Anders als andere Pidgin-Sprachen wurde Russenorsk nur saisonweise im Sommer während des Handels gesprochen. Nach der russischen Oktoberrevolution 1917 kam die Sprache außer Gebrauch, da der private Handel zwischen norwegischen und russischen Bürgern verboten wurde.

## Wortschatz
Russenorsk ist eine Mischung einer slawischen und einer germanischen Sprache. Etwa 39 % des Gesamtvokabulars stammen aus dem Russischen, 47 % aus dem Norwegischen. Weitere Bestandteile stammen einerseits aus dem Samischen, anderseits aus dem internationalen Seemannsjargon, der Bestandteile aus der englischen, schwedischen, plattdeutschen oder niederländischen Sprache aufweist. Der Seemannsjargon wurde auf Schiffen und an Häfen gesprochen und war sowohl den russischen als auch den norwegischen Händlern vertraut. Das Vokabular beschränkte sich im Wesentlichen auf für den Handel benötigte Dinge.
Es sind verschiedene Texte mit Wortlisten, Sätzen und Konversationen überliefert. Das Textmaterial besteht aus zirka 400 verschiedenen Wörtern, von denen nur 50 % mehr als einmal vorkommen. Daher umfasst der Wortschatz des Russenorsk zirka 150–200 Wörter.

## Grammatik
Die Phonologie basiert auf dem Norwegischen und Russischen. Allerdings werden Laute und Konsonantencluster, die nicht in beiden Sprachen vorkommen, vermieden oder vereinfacht. Ein Beispiel dazu ist gaf, 'Meer', das vom norwegischen Wort für Meer, hav stammt. Da im Russischen der Laut /h/ nicht existiert, wurde hav zu gaf. Substantive werden oft mit der Endung –a markiert (Bsp. fiska, 'Fisch'). Verben enden häufig auf –om (Bsp. drinkom, 'trinken'; slipom, 'schlafen'). Sie werden nicht flektiert und es gibt keine Zeitformen. Als Präposition wird hauptsächlich po verwendet. Diese Präposition gibt es sowohl im Norwegischen (på) als auch im Russischen (по).

## Beispiele
N = Wort mit norwegischem Ursprung, R = Wort mit russischem Ursprung
- klæbaR – Brot
- MojaR poN/R tvojaR – Ich spreche deine Sprache. (sinngemäß: „Meine in deiner“)
- KakR sprek? MojaR njetR forstoN – Was sagst du? Ich verstehe (dich) nicht.
- JaR robotomR domoR – Ich arbeite zuhause.
- Prinsipal poR/N slipom, ellerN njetR? – Schläft der Skipper oder nicht?
- MojaR skaN siN: Ju grot lygomN – Ich muss sagen: Du lügst viel.
- DobroR utromR, gammelN godN vennN! – Guten Morgen, alter guter Freund![3]